# Solenopsora cyathiformis
Solenopsora cyathiformis är en lavart som först beskrevs av Szatala, och fick sitt nu gällande namn av van den Boom. Solenopsora cyathiformis ingår i släktet Solenopsora och familjen Catillariaceae.   Inga underarter finns listade i Catalogue of Life.